# 大矢アキオ
大矢 アキオ（おおや アキオ、Akio Lorenzo Oya、本名：大矢 晶雄）は、イタリア・シエーナ在住の日本人ジャーナリスト、コラムニスト。大矢アキオ ロレンツォの筆名ももつ。

## 略歴
- 東京都出身。国立音楽大学附属小学校・国立音楽大学附属中学校・高等学校を経て国立音楽大学器楽学科ヴァイオリン専攻卒業。京都造形芸術大学大学院芸術研究科 芸術環境専攻修了[1][2]。ペガソ・テレマティカ大学（イタリア語版、英語版）マスターコース イタリア芸術・コミュニケーション専攻修了[2]。
- 1989年二玄社に入社。自動車誌『SUPER CG』の編集に携わる[3]。
- 1996年に独立、フリーランスのコラムニストとして、イタリアのトスカーナ州シエーナで、イタリアおよびフランスに関連した執筆・撮影活動を開始した。
- 当初は本名で執筆していたが、2003年頃から「大矢アキオ」、2024年から「大矢アキオ ロレンツォ」の筆名を用いるようになった。英語表記ではミドルネームを挟み、「Akio Lorenzo OYA」としている。

- 2001年から、NHKラジオ第1放送ラジオ深夜便のワールドネットワーク・コーナーのリポーターを務めている。
- 2002年から、NHK出版の語学テキストに連載を執筆を開始。
- 2007年からはwebCGに「マッキナあらモーダ」を毎週連載している。

- 札幌大学地域共創学群ロシア語専攻教授の大矢温、代々木ゼミナール英語講師の大矢復は従兄にあたる。

## 著書
- 僕たちのトスカーナ生活 （2000年/4月、光人社）
- 幸せのイタリア料理！ （2001年、光人社）
- イタリア式クルマ生活術 （2002年/4月、光人社）
- イタリア式クルマ恋愛術 カンティーナを巡る冒険旅行 （2005年/1月、光人社）
- HOTするイタリア - イタリアでは30万円で別荘が持てるって? （2007年/3月、二玄社）
- 電子書籍 イタリア式クルマ生活術 （2011年/4月、NRMパブリッシング）
- イタリア発シアワセの秘密 - 笑って!愛して!トスカーナの平日 （2012年/10月、二玄社）
- メトロとトランでパリめぐり (2019年/10月、コスミック出版) ISBN 978-4-7747-8728-2
- シトロエン２CV、DSを手掛けた自動車デザイナー　ベルトーニのデザイン活動の軌跡 (2022年10月、三樹書房) ISBN 978-4-89522-781-0

## 訳書
- ザ・スピリット・オブ・ランボルギーニ （2004年/8月、光人社）

## 連載
- Oggi in Italia NHK出版 まいにちイタリア語 2009年4月-2015年3月
- イタリア発 大矢アキオのアモーレ！モトーレ！ 朝日新聞デジタル 2005年3月-2012年12月
- マッキナあらモーダ！ webCG 2007年7月-
- 大矢アキオ 喰いすぎ注意/ヴェローチェ! レスポンス 2006年3月-2012年1月
- イタリアの商店 朝日新聞デジタル 2014年9月-2017年12月
- Lorenzo Style 朝日新聞デジタル　2017年4月-
- 大矢アキオのイタリアでcosì cosìでいこう!　2020年3月-
- メルセデスといつまでも 世界文化社 Mercedes-Benz Magazine 2007年-2017年
- メトロとトランでパリめぐり NHK出版 NHKテキスト　ラジオ まいにちフランス語 2017年4月-2019年3月
- パリのおもしろミュージアム NHK出版 NHKテキスト　ラジオ　まいにちフランス語 2019年4月-2020年3月
- ミュゼが私を呼んでいる NHK出版 NHKテキスト テレビ　旅するためのフランス語 2021年10月-2022年９月

## 出演番組

### ラジオ
- ラジオ深夜便・ワールドネットワーク（2001年- NHK）
- NISSAN VIEW TO VISION (2002年5月4日 J-WAVE)
- モーニングワイド ラジオJ（2003年-2007年 信越放送）
- NISSAN VIEW TO VISION (2003年7月26日 J-WAVE)
- サントリー・サタデー・ウェイティング・バー (2012年12月8日 TOKYO FM)
- ザ・モーターウィークリー (季節ゲスト 2014年- 横浜エフエム放送)
- GOLD RUSH (2014年12月5日 J-WAVE)[4]
- Jam the WORLD (2020年3月30日 J-WAVE)[5]
- NHKジャーナル (2020年4月8日 NHK)
- AWESOME (2023年12月15日 エフエム富士)

### テレビ
- アクトオン新車情報（2006年-2008年 アクトオンTV）

## 講演・トークショー
- 「グイダーレ!in ITALIA−クルマ旅行で発見する、もうひとつの長靴型半島」日伊学院 (2004年11月13日)[6]
- 「イタリア発 シアワセの秘密のヒミツ」日伊学院 (2012年11月12日)[7]
- 「イタリアの伝統工房・イタリアのプロダクト」日伊学院 (2013年11月26日)[8]
- 「イタリアン・モーターフェア トークショー」MEGAWEB (2013年11月28日・29日) [9]
- 「イタリア 珍車・名車ついでに日本車」ベリタリア イタリア語・文化教室「(2015年11月7日) [10]

## オンラインセミナー
- 「GAC(広州汽車集団)のミラノ・デザインスタジオは中国車デザインにどう影響を及ぼすか？」 レスポンス　(2024年10月10日)[11]
- 世界最大のデザインイベントに自動車メーカー各社が参戦する理由とは～ミラノサローネ2025現地報告～」レスポンス　(2025年6月3日) [12]